# Николаевский ликёро-водочный завод
Николаевский ликёро-водочный завод (укр. Миколаївський лікеро-горілчаний завод) — предприятие пищевой промышленности в Николаеве (Украина).

## История
В 1901 году в Николаеве по адресу Соборная, 69 был построен «Казённый винный склад № 3», который принадлежал Министерству финансов. В 1908 году склад переименовали в «Казённый водочный завод».
После Октябрьской революции предприятие получило название «Винодельный филиал Центргосспирта». В 1950 году на заводе началась модернизация.
Во время Великой Отечественной войны в ходе наступления немецких войск 16 августа 1941 года части 11-й армии вермахта оккупировали город. В дальнейшем, на территории ликеро-водочного завода был создан немецкий концентрационный лагерь.
После создания в июне 1996 года государственного концерна спиртовой и ликеро-водочной промышленности «Укрспирт», завод был передан в ведение концерна «Укрспирт»
В 2000 году была запатентована торговая марка «Никольская».
В 2007 году концерн «Укрспирт» внёс «Николаевский ликёро-водочный завод» в перечень заводов, подлежащих ликвидации.
Начавшийся в 2008 году экономический кризис осложнил положение в отрасли, к началу декабря 2009 года 32 предприятия ликеро-водочной промышленности либо полностью остановили работу, либо работали не более чем на 20 % мощности. В результате, в феврале 2010 года завод был ликвидирован.